# Edward Salisbury Dana
Edward Salisbury Dana (født 16. november 1849, død 16. juni 1935) var en amerikansk geolog, søn af James Dwight Dana. 
Dana var efter faderen professor i fysik og kurator ved mineralsamlingen ved Yale University i New Haven, Connecticut. Han har især gjort sig fortjent ved krystallografiske og mineralogiske undersøgelser; ligeledes har han stor fortjeneste af at have omarbejdet efter samtidens fordringer sin faders System of Mineralogy (6. udgave, 1892). Fra 1875 var han medredaktør af "American Journal of Science".